# Бадаевские склады

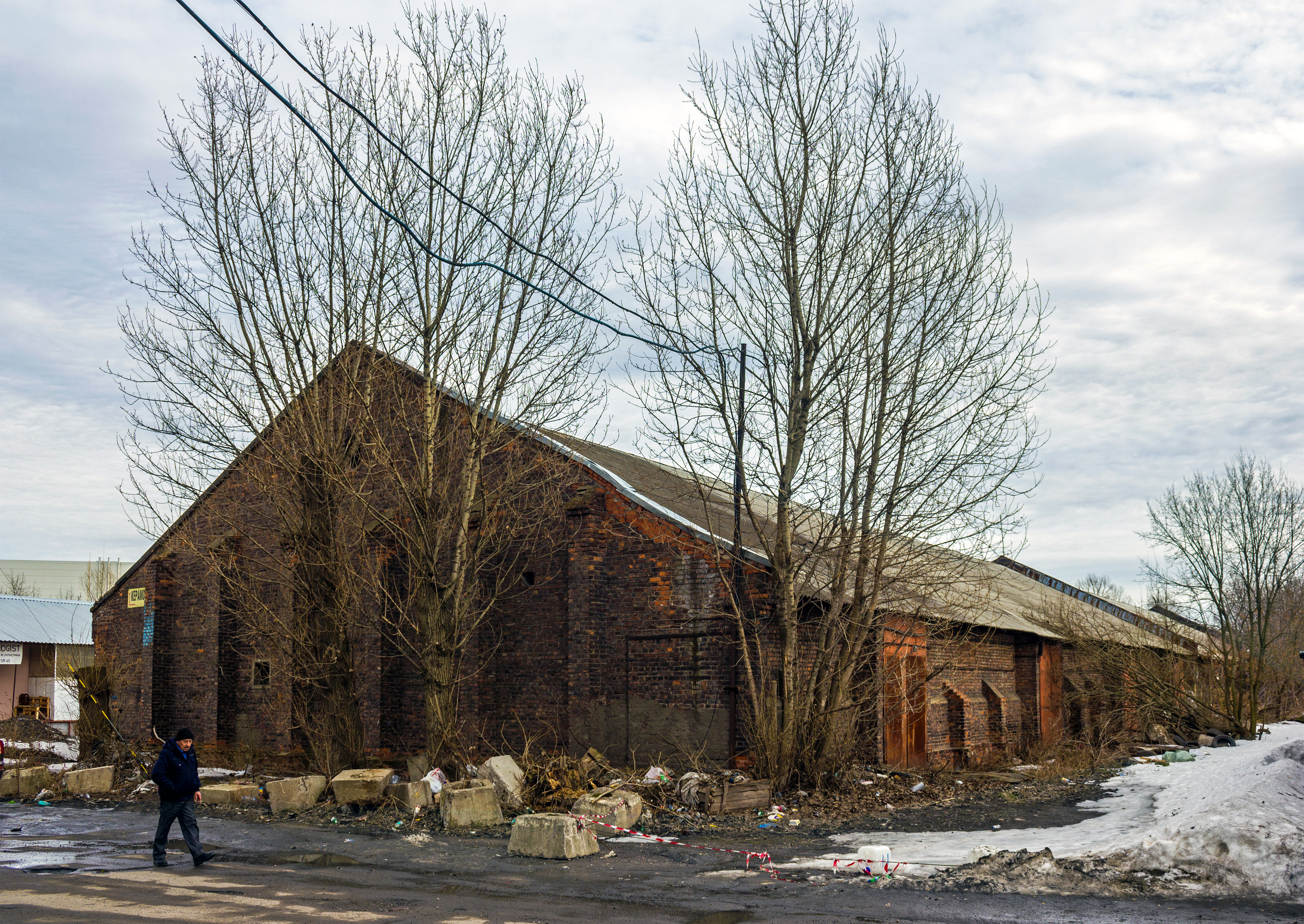
Один из корпусов. Фото 2019 г.

Бада́евские скла́ды — склады имени А. Е. Бадаева в Санкт-Петербурге, логистический комплекс, объединявший товарную станцию железной дороги, склады и подведённые к ним пути грузового трамвая. Склады открыты в 1914 году промышленником и купцом С. И. Растеряевым. Станция и склады находились в промышленной зоне, тяготеющей к Виндаво-Рыбинской железной дороге и Путиловской ветви, где занимали обширный участок площадью 27 га к востоку от Забалканского проспекта, за Новодевичьим кладбищем и одноимённым монастырём, ограниченный Киевской улицей с севера и Черниговской улицей с востока.
Современные ориентиры местоположения бывшей складской территории: за Новодевичьим монастырём (расположен по левой (чётной) стороне Московского проспекта), к югу от Киевской и к северу от Черниговской улицы; примерно посередине между станциями метро «Фрунзенская» (ближайшая к складским воротам по Киевской улице) и «Московские ворота».

## История

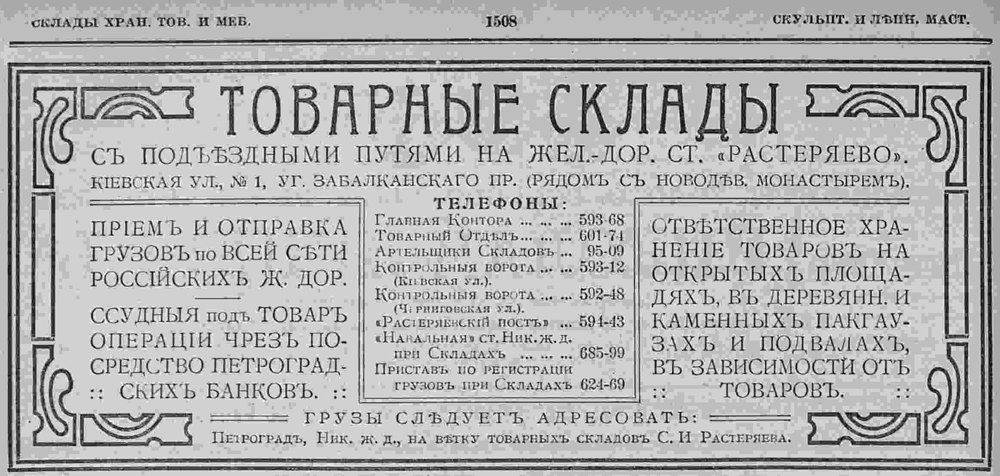
Склады Растеряева и товарная станция его имени в справочнике «Весь Петроград», 1917 год

Открытие складов купца 1-й гильдии С. И. Растеряева в Петрограде датируется 1914
годом. Этому предшествовало строительство за Новодевичьим монастырём разветвлённой товарной станции и её включение в железнодорожный узел столицы — дата утверждения этого проекта, начала работ по нему, а также источники финансирования неизвестны. В любом случае, история этого во многом уникального транспортно-складского комплекса Петербурга-Петрограда-Ленинграда началась в непосредственной связи с деятельностью русского купца и промышленника Растеряева, истоки которой уходят в 1880-е годы.
Промышленная зона Петербурга, идущая к югу от Обводного канала и к востоку от Забалканского проспекта в направлении линии Виндаво-Рыбинской железной дороги, стала формироваться лишь в 1880-е годы. Вплоть до начала XX века карты города показывают здесь остатки полей и огородов, которые в своё время простирались сразу за дальней оградой Новодевичьего кладбища. Здесь, на правой стороне Черниговской улицы (участок № 11), по соседству с мыловаренным заводом Жукова, купец 1-й гильдии и потомственный почётный гражданин Иван Сергеевич Растеряев и открыл своё дело — дроболитейный завод. С учётом того, что поставки оружейной дроби востребованы как частными охотниками, так и в порядке правительственных заказов для армии, выбранное Иваном Растеряевым направление вложений капитала обещало немалые, и притом стабильные прибыли.
К оценке дела Ивана Растеряева надо добавить, что и его брат, Григорий Сергеевич Растеряев, был не последним человеком в числе вхожих в высокую власть и большие финансы столицы. В справочнике «Весь Петербург» за 1894 год Григорий Растеряев значится как гласный городской думы, член Биржевого комитета, а ещё хозяин кирпичного завода, двора строительных материалов и магазинов по торговле оборудованием для газовых и водопроводных сетей.
Его сын, которого Иван Растеряев назвал в честь деда Сергеем, полностью оправдал надежды отца. Как и многие заводчики начала XX века, он поселился непосредственно на территории своего дробяного завода. По адресу Черниговская, 11 он с женой Александрой Андреевной проживал до 1917 года. К началу 1910-х годов в округе завода Растеряева сложился целый промышленный комплекс. Сыновья Алексея Жукова, открывшего на соседнем участке салотопенный заводик ещё в 1845 году, к началу XX века развили его дело в крупное мыловаренное производство. В начале 1900-х годов (не позже 1903) Жуков протянул к своему заводу железнодорожную ветку, что позволило ему организовать приём прибывающих в его адрес товарных вагонов, их разгрузку, погрузку и отправку непосредственно на территории своего завода. Выходя из восточных заводских ворот, подъездной путь Жукова пересекал улицу и Лиговский канал, после чего шёл полукругом по полям, примыкая к соединительной ветке Николаевской железной дороги, ведущей к товарной станции Варшавского вокзала. Теоретически дугу можно было спроектировать и так, чтобы сориентировать подъездной путь на Николаевский вокзал. Но к этой альтернативе Жуков подошёл лишь в 1916—1917 году, демонтировав при этом старый путь и подведя новый уже с южной стороны своего завода. Это строительство шло уже одновременно с реализацией проекта Растеряева, который решил построить товарную станцию, создав на основе её путевого развития обширный складской комплекс, сориентированный на работу с мелкооптовыми покупателями столицы.
На реализацию этого проекта Сергей Растеряев, к тому времени уже имея ранг Поставщика Двора Его Императорского Величества, направил все капиталы, накопленные за три десятилетия его отцом и приумноженные после его смерти им самим. Используя связи, оставшиеся после отца и дяди, купец и фабрикант добился того, что товарная станция, являющаяся ядром его складского комплекса, и принадлежащая Николаевской железной дороге, получила название Растеряево — она фигурирует на карте Петрограда 1917 года. Как видно на этой же карте, в сеть станции Растеряево вплетается и ветка, продолжающаяся за новым подъездным путём Жукова в направлении Газового завода, что на Обводном канале.
Начало работы Растеряевских складов датируется 1914 годом. Разразившаяся в августе того же года Первая мировая война дала товарной станции Растеряево неожиданное развитие: в 1915 году к складам от Забалканского проспекта была проложена специальная грузовая линия городского трамвая. Это была вторая по счёту линия грузового трамвая Петрограда; линия, проложенная осенью 1914 года к Варшавской товарной станции, стала не только первой в городе, но и положила начало грузовому трамваю в масштабах всей России. Таким образом, Растеряевские склады стали уникальным образцом логистического комплекса, обеспечивающего перегрузку товаров из железнодорожных вагонов в трамвайные, с вытекающей отсюда экономией как в плане простоев подвижного состава, так и складских мощностей.
Помимо станции Растеряево, главная контора складов управляла отдельной площадкой на станции Навальная (современное название Навалочная), мимо которой шло ответвление от Николаевской железной дороги, ведущее на основную товарную станцию. В дополнение к собственно погрузке-разгрузке товаров с их приёмом на ответственное хранение на открытых площадках, в деревянных и каменных пакгаузах либо подвалах, склады Растеряева предоставляли комплекс сопутствующих услуг, включая услуги по приёму и отправке грузов по всей сети железных дорог России, а также посредничество в контактах с банками Петрограда при оформлении ссуд под залог товаров, находящихся на складах Растеряева.

### 1917—1941 годы

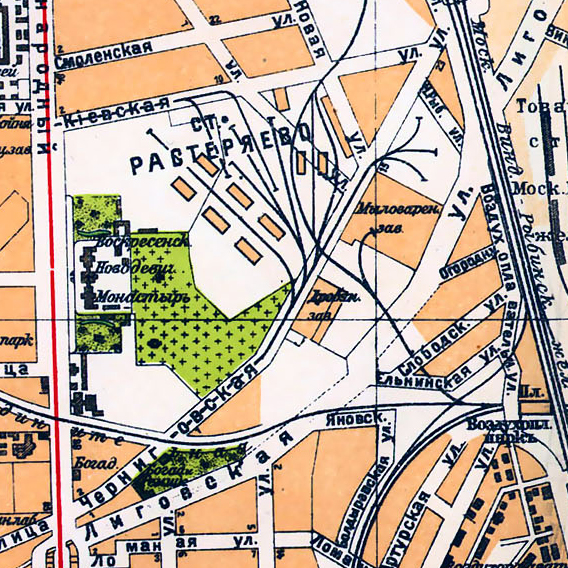
Основные помещения Растеряевских складов с подъездными железнодорожными путями на плане Ленинграда 1925 года

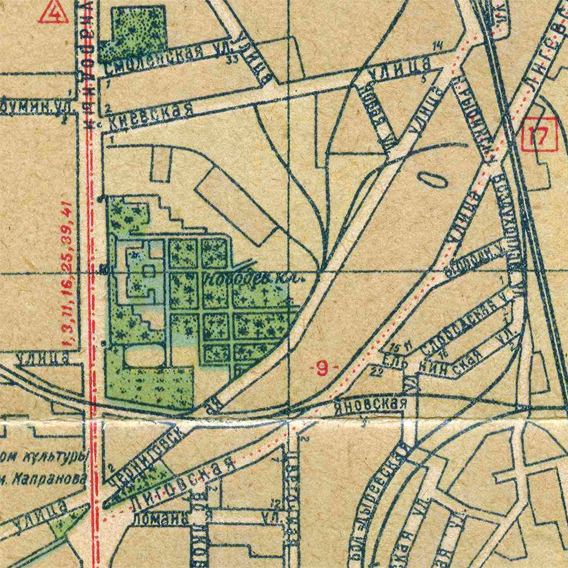
Месторасположение Бадаевских складов на плане Ленинграда 1939 года. Показаны лишь основные трассы подъездных путей, без встречных вводов для грузового трамвая.

С учётом структуры складских площадей и их приспособленности, склады Растеряева изначально не имели чётко выраженной товарной специализации. На рынке соответствующих услуг склады Растеряева конкурировали со многими другими аналогичными складскими площадками при товарных станциях Петрограда. Ближайшими из них были товарные станции Виндаво-Рыбинской, Балтийской и Варшавской железных дорог, из которых только Варшавская станция и станция Растеряево имели ввод для грузовых трамваев. В конце 1916 — начале 1917 года все эти склады в той или иной мере ощутили на себе последствия экономического коллапса, вызванного кризисом на железнодорожном транспорте Российской империи и невыполнением продразвёрстки. За декабрь 1916 — апрель 1917 года Петербургский и Московский районы не получили 71 % планового количества хлебных грузов, на 80 % из-за отсутствия груза и на 10 % из-за неподачи вагонов. Как известно, Февральская революция 1917 года в Петрограде началась с массовых демонстраций под лозунгами «Хлеба, хлеба!». В числе точек, на которые в феврале 1917 года были нацелены демонстранты и погромщики, склады Растеряева не фигурируют.
После Октябрьской революции 1917 года инфраструктура складов Растеряева продолжала использоваться для обработки разных категорий грузов. Кризис 1918—1919 годов, когда закрылось большинство предприятий Петрограда, а его население сократилось в несколько раз, был усугублён коллапсом городского транспорта: большая часть лошадей, если не была реквизирована на нужды Первой мировой войны, то была уведена хозяевами из города в сельские местности из-за отсутствия корма. Нехватку грузового гужевого транспорта восполнил грузовой трамвай Петрограда, который стал одной из немногих отраслей, где работа не прекратилась. Благодаря вводам трамвайных линий склады Растеряева продолжили работать в той мере, в которой на них поступали железнодорожные грузы.
Дробяной завод Растеряева на Черниговской, 11 был в 1918 году национализирован. В годы нэпа Государственный дроболитейный завод «Охотник» (бывший Растеряева) был передан в аренду. В 1920-е годы его головная контора располагалась по адресу канал Грибоедова, 35.
Переориентация складов Растеряева преимущественно на продовольствие произошла по окончании нэпа в результате реструктуризации внутригородских товарных потоков, обусловленной как социалистическим преобразованием промышленности, так и развитием ленинградского транспортного узла. Косвенным признаком переориентации бывших складов Растеряева на продовольствие стало присвоение им имени А. Е. Бадаева, который имел к складам на Киевской самое прямое отношение: после Октябрьской революции Алексей Егорович — видный большевик (бывший член Государственной думы, издатель «Правды» и т. п.) — был назначен председателем Петроградской продовольственной управы, а затем комиссаром продовольствия Петрограда и Северной области. Склады имени Бадаева фигурируют на карте города, составленной в 1929 и отпечатанной в 1935 году, а не позднее 1937 года и в телефонных справочниках Ленинграда.

### Пожар в начале блокады Ленинграда
В самом начале блокады Ленинграда, 8 и 10 сентября 1941 года состоялись массированные авианалёты германской авиации, на территорию складов было сброшено 280 зажигательных бомб. В результате сгорело 38 деревянных пакгаузов и 11 построек, в которых, по официально опубликованным архивным данным, находилось 3000 тонн муки и 2500 тонн сахара. После ликвидации пожара на пепелище было собрано до 1000 тонн горелой либо залитой водой муки и до 900 тонн горелого сахара, которые в дальнейшем были переработаны пищевыми предприятиями города.
В сознании ленинградцев пожар на Бадаевских складах стал причиной начала голода 1941-42 годов. Имеется версия, что запасов продовольствия в них было всего на три дня (по действовавшим тогда нормам снабжения Ленинграда).
Однако расчёты показывают, что в действительности сгоревшие запасы сахара могли обеспечить потребности населения города на протяжении приблизительно одного месяца: 2,5 миллиона килограммов на 2,8 миллиона человек — это около 900 грамм на человека, то есть шесть чайных ложек сахара в день в течение месяца. С уверенностью можно сказать, что сохранность продовольствия Бадаевских складов позволила бы не снижать норму выдачи хлеба для иждивенцев и служащих в период с 20 ноября по 24 декабря 1941 года до чудовищно малого размера 125 граммов в сутки: сгоревшие 3 тыс. тонн муки могли обеспечить каждого жителя города дополнительным минимальным пайком хлеба весом 125 грамм на протяжении 18 дней (с учётом того, что в декабрьском блокадном хлебе содержалось примерно 50 % муки). Кроме того, на складах пожаром были уничтожены неизвестные точно объёмы печенья, конфет и иных продуктов.	
Версия же, согласно которой пожар на Бадаевских складах якобы не повлиял на уровень голода в Ленинграде, фактически снимает с партийного руководства Ленинграда вину за то, что эти запасы продовольствия не были вовремя рассредоточены по территории города, что сделало бы невозможным их уничтожение бомбёжкой в большом объёме. Возможности для рассредоточения запасов были — из Ленинграда были эвакуированы 92 крупнейших предприятия. На этих предприятиях пустовали сотни цехов после вывоза 70 тысяч единиц различного оборудования.
Летом 1941 года запасы продовольствия, хранившиеся в различных ленинградских учреждениях, перевозились на Бадаевские склады. Об этом пишет в своих воспоминаниях доктор технических наук В. А. Ацюковский.
В Ленинград накануне блокады было завезено громадное количество продуктов, и были организованы продовольственные склады по всему городу. В наш Политехнический институт, в частности, была завезена мука в мешках, и этими мешками были забиты все аудитории и коридоры института. Но однажды в целях лучшей сохранности кто-то из городского начальства дал приказ все продовольствие со всех складов свезти в одно место — на Бадаевские склады. И когда всё это было сделано, немцы обрушили на эти склады свою авиацию.
Уже на первом заседании оперативного штаба Управления НКВД по Ленинградской области 22 июня 1941 года начальник ОБХСС А. С. Дрязгов предложил рассредоточить запасы продуктов по небольшим складам по территории города, что сделало бы невозможным их уничтожение бомбёжкой в большом объёме. По утверждению некоторых авторов, после пожара на Бадаевских складах были приняты некоторые «меры по рассредоточению продовольствия», но нет официальных материалов, из которых следовало бы, что речь шла о большем, чем перераспределение запасов между помещениями одного и того же склада, с учётом устойчивости.

#### Свидетельства очевидцев
Вот как описала последствия бомбёжки Бадаевских складов блокадница Антонина Васильевна Вавилонова:
Николай Никулин, который в то время был в армейской школе и находился недалеко от места, так описал этот эпизод в своей книге «Воспоминания о войне»

…Начались бомбёжки. Особенно эффектна была первая, в начале сентября. В тишине солнечного дня в воздухе вдруг возник гул, неизвестно откуда исходящий. Он всё нарастал и нарастал, задрожали стекла, и всё кругом стало вибрировать. Вдали, в ясном небе, появилась армада самолётов. Они летели строем, на разной высоте, медленно, уверенно. Кругом взрывались зенитные снаряды — словно клочья ваты в голубом небе. Артиллерия била суматошно, беспорядочно, не причиняя вреда самолётам. Они даже не маневрировали, не меняли строй и, словно не замечая пальбы, летели к цели. Четко видны были желтые концы крыльев и чёрные кресты на фюзеляжах. Мы сидели в «щелях» — глубоких, специально вырытых канавах. Было очень страшно, и я вдруг заметил, что прячусь под куском брезента.

…Когда всё кончилось, мы увидели клубы дыма, занимавшие полнеба. Это горели Бадаевские продовольственные склады. Тогда мы ещё не могли знать, что этот пожар решит судьбу миллиона жителей города, которые погибнут от голода зимой 1941—1942 годов…

#### Отражение события в искусстве
Об этом событии упоминается в песне В. С. Высоцкого «Я вырос в ленинградскую блокаду…»:
Я видел, как горят огнём Бадаевские склады,
В очередях за хлебушком стоял.
Пожару на Бадаевских складах посвящено стихотворение А. М. Городницкого «Недели первые блокады…»
…Горят Бадаевские склады,
На низком невском берегу.
Мука сгорает, над районом
Дым поднимается высок,
Красивым пламенем зелёным
Пылает сахарный песок.
Вскипая, вспыхивает масло,
Фонтан выбрасывая вверх.
Три дня над городом не гаснул
Печальный этот фейерверк…

### 1945—2010 годы
После 1945-го и до 1970-х Бадаевские склады были отстроены заново (ныне ООО «Оптовая база»).
20 мая 2010 года склады опять сгорели, возможно из-за разведённого костра.
30 декабря 2010 года страховая компания РЕСО-Гарантия выплатила 30,8 млн рублей в качестве компенсации понесенного при пожаре ущерба за сгоревшее имущество своему страхователю, ЗАО «Б. В. С.».

### Современное состояние
В 2008 году был план застройки территории бывших Бадаевских складов, в котором на участке площадью в 28 га предполагалось строительство 950 тыс. м2 торговых и офисных площадей с конгресс-центром и гостиничным комплексом на 3 тысячи номеров.